# Rosari ensucrat
Un rosari ensucrat és un enfilall de bombons, caramels i altres peces de dolceria, amb una rotllana de carabassat o carabassa ensucrada, anomenada patena, de dimensions més o menys grosses, que imita un rosari. És un costum de l'illa de Mallorca que, per la festa de Tots Sants, els padrins en regalen als fillols, els avis als nets i els pares als fills petits, que el passegen passat pel coll.
Tradicionalment els grans de les avemaries eren de panetets o panellets dolços i els grans dels parenostres eren de fruites ensucrades o confitades. La dolceria i la decoració es va adaptant als costums i l'oferta de cada època. Al primer quart del segle xix es feien amb panetets de mort eren unes galletetes circulars. Després es feren de panellets (de vermell d'ou ensucrat o de pasta d'ametlla) i actualment s'hi han afegit els bombons embolcallats, caramels esponjosos i elements decoratius relacionats amb els personatges dels programes de televisió i pel·lícules infantils. A mitjans del segle xix es podien comprar a la menuda les peces que formaven el rosari ensucrat o comprar-lo fet a una pastisseria, forn de pa o botiga de queviures.
Els rosaris i els panellets de Tots Sants, abans dits a Mallorca panetets de mort, sembla que procedeixen del costum medieval de posar pans damunt les tombes, dins les esglésies, el dia de Tots Sants, juntament amb una lluminària de ciris, pans que després es donaven en almoina. Actualment el costum de regalar aquests rosaris s'ha perdut una mica, per la falta de promoció pels mitjans de comunicació i d'oferta pels forns. La venda de peces a la menuda per a la confecció casolana ha desaparegut. Molts de forns confeccionen ara aquests rosaris amb llepolies.
Als pobles de la Part Forana de Mallorca, era tradicional que la nit de Tots Sants els al·lots pujassen al campanar on el campaner tocava a mort tota la vesprada i la nit de Tots Sants només amb la il·luminació d'algunes candeles i els contava històries tètriques i els convidava a menjar bunyols. Aquesta celebració era l'equivalent del Halloween cèltic difós des dels Estats Units, per la seva part lúdica i de consum de dolços la nit del dia dels Morts.